# نبرد مارکیانوپل
نبرد مارکیانوپل یا مارکیانوپولیس به دنبال مهاجرت گوت‌ها از آنسوی دانوب در سال ۳۷۶ میلادی رخ داد. این نخستین نبرد قابل توجه از سری جنگ گوتیک (۳۷۶–۳۸۲) بود.
پس از تلاش ناموفق یک رومی در کشتن یک رهبر گوت درحالیکه به ضیافت در مارکیانوپل نشسته بود، فرمانده رومی لوپیکینوس همه سربازهای موجود خود را گرد هم آورده و با ۵٬۰۰۰ سرباز به ۷٬۰۰۰–۸٬۰۰۰ تروینگی گوت تحت رهبری فریتیگرن، نه مایل آن طرف تر از غرب شهر حمله کرد. درحالیکه رومی‌ها در میدان نبرد حالت تدافعی به خود گرفتند، گوتی‌ها در یک حمله فوری و همه‌جانبه، رومی‌ها را شکست داده و رومی‌ها را با سپر، شمشیر و نیزه‌های خود کوبیده و سلاخی کردند. لوپیکینوس پس از اینکه بیش از نیمی از ارتشش در این نبرد کشته شد از میدان نبرد فرار کرد. گوتی‌ها سپس خود را با تسلیحات رومی مجهز کردند.

## پیش زمینه

### معرفی گوت‌ها به امپراتوری
در سال ۳۷۶ میلادی، پس از مرگ جانشین ارماناریک، ویتیمیریس، در نبردی علیه هون‌ها، و فروپاشی امپراتوری اوستروگوت، گوتی‌های غربی ناچار شدند تا پیش از رسیدن مهاجمان آسیایی عقب‌نشینی کنند. پس از اینکه تلاش برای نگهداشتن دنیستر در برابر دشمن با شکست مواجه شد، تروینگ‌ها عقب‌نشینی کردند؛ گروهی از آنها به جایی که ما امروز آنرا با نام رومانی می‌شناسیم – که آن زمان تحت حکومت فردی به نام آتاناریک – بود پناه بردند، درحالیکه بقیه تحت فرماندهی فریتیگرن، به سمت دانوب حرکت کردند، جایی که می‌بایست منتظر می‌بودند تا امپراتور والنس به آنها اجازه گذر از رود را بدهد، جایی که گمان می‌کردند می‌تواند آنها را از گزند بربرهای ترسناک آسیایی در امان نگه دارد. امپراتور در شرق به گذر آنها به داخل امپراتوری رضایت داد، اما به شرطی که ثروت آنها، تسلیحات آنها و شمار معینی از جوانان توانمند آنها باید به عنوان وثیقه ای برای وفاداریشان تسلیم می‌شدند؛ و می‌بایست به خادمی وفادار و با ایمان امپراتوری درمی‌آمدند. با موافقت با همه تعهدات همراه با مزیت‌های سکونت درون مرزهای امپراتوری، بربرهای ناامید و بی‌چاره، مشتاقانه شرایط او را پذیرفتند و به گفته گیبون، نزدیک به یک میلیون گوتی، شامل ۲۰۰٬۰۰۰ جنگجوی شایسته، از آن سوی دانوب به سمت امپراتوری توسط حاکمان تراکیه گذر داده شدند. یوناپیوس بیان می‌کند که شمار آنها به ۲۰۰٬۰۰۰ تن که شامل غیر نظامیان بود می‌رسید، در حالیکه پیتر هیتر برآورد می‌کند که احتمالاً تروینگ‌ها جنگجویانی به تعداد ۱۰٬۰۰۰ و ۵۰٬۰۰۰ مردم در مجموع داشتند که با شمار گرتونگی برابری می‌کرد. تاریخ باستان دانشگاه کمبریج این برآورد را نزدیک به ۹۰٬۰۰۰ مردم می‌داند.

### بهره‌برداری
مشکل زمانی به وجود آمد که فساد وزرای محلی والنس وارد عمل شد. وزرای والنس که قادر به مقاومت در برابر وسوسهٔ قربانیان ناچار و مستاصل و گرسنه نبودند، بی شرمانه از گوت‌ها اموال خود و حتی زنان و دخترانشان را در ازای دارایی‌هایی که والنس در اختیار داشت، باج گرفتند. همزمان که رومی‌ها موفق نشدند تا گوت‌های در کمپ دانوب را خلع سلاح کنند، چندی نگذشت که کمپ دانوب هم با بانگ نبرد پر شد. ژنرال‌های والنس در حالیکه به‌طور فزاینده ای نگران بودند، موفق شدند ارتش گوت‌ها را داخل استانها پراکنده کنند و به فریتیگرن، یعنی رهبر گوت‌ها دستور دادند تا ارتش خود را به سوی مارکیانوپولیس حرکت دهد، جایی که مکان‌های سکونت مربوط به هر قبیله تخصیص داده شود.
فریتیگرن ظاهراً با خوشخویی از این دستور اطاعت می‌کند.

## نبرد
لوپیکینوس، فرمانده استانی روم در تراکیه، کسی که خود در به پیش آمدن این وضعیت و فشارهای غیرقابل تحملی که گوت‌ها در معرض آن قرار گرفته بودند نقش داشت، با دعوت روسای اصلی به یک جشن پرشکوه، گوت هارا کنار شهرگرد هم آورد، با این امید که این میهمانی آنها را آرام کرده باشد، و شاید توانسته باشد با رشوه گری، آنها را از افشاگری در مورد اختلاس‌ها و دزدی‌ها وی در برابر امپراتور بازداشته باشد.
در میانه میهمانی اما، بخاطر اینکه سربازان رومی به‌طور مداوم پیشنهاد ورود گوتی‌ها به بازار شهرها برای خرید آذوقه را رد می‌کردند، دعوایی درگرفت که مرگ چند سرباز رومی و غارت آنها را در پی داشت. به محض اینکه صدای درگیری‌ها به گوش فریتیگرن که در قلعه لوپیکینوس حضور داشت رسید، به همراه دیگر روسا از آنجا گریخت و با شمشیرهای بیرون کشیده شده به کمپ گوت‌های خارج از شهر پیوست. یکباره جنگ علیه امپراتوری اعلان شد.
لوپیکینوس سپس ارتشی از نیروهای موجود گرد هم آورد و با نیرویی بالغ بر ۵٬۰۰۰ بر ۸٬۰۰۰–۷٬۰۰۰ گوت تروینگ که تحت فرماندهی فریتیگرن، در نه مایل مانده به غرب شهر مستقر بودند یورش می‌برند. درحالیکه رومی‌ها حالت تدافعی بر خود گرفته بودند، گوت‌ها با یک حملهٔ فوری و همه‌جانبه، با سپرها و شمشیرها و نیزه‌هایشان سپاه روم را درهم کوبیده و سلاخی کردند. لژیون‌های کهنه‌کار با شجاعت مثال زدنی جنگیدند، لوپیکینوس، درحالیکه بیش از نیمی از سپاهش کشته شده بود فرار کرد اما سرانجام تسلیم شمار بسیار و وحشی گری بربرهای عصبانی شدند. گوت‌ها سپس خود را با تسلیحات رومی مجهز کرده و بی درنگ به سوی حومه‌های نزدیک شهر رفتند، درحالیکه هر آنچه بر باب میلشان نبود را سوزانده و ویران می‌کردند.